# 政治資金規正法
政治資金規正法（せいじしきんきせいほう、昭和23年7月29日法律第194号）は、政治家（「公職の候補者」）や政治団体が取り扱う政治資金の規正に関する法律である。
1948年に制定され、名称において「規正」が正しく、「規制」ではない。総務省（自治行政局選挙部政治資金課）が所管する。
この法律の目的については第1条の通り。

## 概要
政治団体に対して設立の届出と政治資金収支報告書の提出義務を課して政治資金の流れを明らかにさせるとともに、「政治団体」及び「公職の候補者」の政治活動に関する寄附（政治献金）や政治資金パーティーの制限、株式などによる投機的運用の禁止など政治資金の取り扱いを直接的に規正し、違反した場合には罰則なども課せられる。

### 外国人からの寄付の禁止
政治資金規正法第22条の5により、外国人、外国法人、主たる構成員が外国人若しくは外国法人その他の組織からの政治活動に関する寄付を禁止されている。しかし、2006年の改正で規制緩和された。会社法124条1項に規定する基準日が1年以内にあった株式会社は、その基準日に外国人または外国法人が過半数の株式を保有する会社だけが規制される。このときにも規制を受けない例外が設けられている。2011年には、在日韓国人から献金を受けたことについて国会で追及された前原誠司外務大臣が辞任する事件が起きている。

## 内容
- 第1章 総則（第1条 - 第5条）
- 第2章 政治団体の届出等（第6条 - 第18条の2）
- 第3章 公職の候補者に係る資金管理団体の届出等（第19条 - 第19条の6）
- 第3章の2 国会議員関係政治団体に関する特例等
  - 第1節 国会議員関係政治団体に関する特例（第19条の7 - 第19条の17）
  - 第2節 登録政治資金監査人（第19条の18 - 第19条の28）
  - 第3節 政治資金適正化委員会（第19条の29 - 第19条の37）
- 第4章 報告書の公開（第20条 - 第20条の3）
- 第5章 寄附等に関する制限（第21条 - 第22条の9）
- 第6章 罰則（第23条 - 第28条の3）
- 第7章 補則（第29条 - 第33条の2）
- 附則（第34条 - 第39条）

## 沿革
大日本帝国憲法の発布と同時期の1890年に設置された集会及政社法は政社結社時の届出方法や秩序を妨害すると見做された結社は内務大臣がこれを禁じることができることを定め、また女性の結社への参加を禁じるなどしていたが、収支報告等に関する規程は特に設けられていなかった。この集会及政社法は、治安警察法(明治33年3月10日法律第36号)により廃止されたが、基本的な内容はそのまま引き継がれ、女性の結社への参加禁止を1922年の改正で削除、労働組合を実質的に禁止する条項を1926年の改正で削除したほかは改正されず、終戦直後の1945年11月にGHQ指令に基づき、ポツダム勅令により廃止された。
本法は、第二次世界大戦後の混迷した政治情勢のもと現出した政治腐敗と群小政党の乱立に対処するため、GHQの指導により1948年に制定された。当初、内務省が政党法の立案を試みたが成案に至らず、その後国会での各党間での協議を経て、最終的にアメリカ合衆国の腐敗行為防止法をモデルとする政治資金規正法として成立した。制定当初は政治資金の収支の公開に主眼が置かれ、寄附の制限は設けられていなかった。
制定後、本法は長期にわたり大きな改正がなされなかった。1967年5月23日、自治省は政治資金規制法案を自民党に提示し、党側は難色を示し、手直しのすえ、6月16日政府は国会へ提出し、自民党の審議引き延ばしにより審議未了で廃案となった。しかし、田中金脈問題を契機として、1975年に全面的な改正が行われた（三木内閣時）。この時、はじめて寄附の制限が導入され、同時に政治団体の収支公開も強化された。
1988年に発覚したリクルート事件を機に、選挙制度と政治資金制度の抜本的な改革を一体のものとして行う「政治改革」が大きな政治課題として認識されるようになった。1992年、宮澤内閣時における「緊急改革」として、政治資金パーティーに関する規制、政治団体の資産公開、政治資金の運用の制限などが新設された。
1994年、細川内閣の連立与党と自由民主党の合意により成立したいわゆる政治改革四法のなかで、選挙制度改革・政党助成制度の導入と軌を一にして大幅な改正がなされ、企業・団体からの寄附の対象を政党（政党支部を含む）と、新たに規定した資金管理団体に限定した。また、法違反に関する罰則が強化され、有罪確定時の公民権（選挙権及び被選挙権）停止規定が制定された。
また本法の附則には、1999年以降に「会社、労働組合その他の団体の、政党及び政治資金団体に対してする寄附のあり方について、見直しを行うものとする」ということが定められている（1994年2月4日法律第4号第10条）。

### 近年の改正
- 2005年、汚職事件の日歯連闇献金事件を機に、政治資金団体に関する寄附の出入りについては原則銀行や郵便振込み等で行うこと、また匿名での寄付や現金での寄付に関しては各都道府県への報告しその金額を国庫へ納付することが義務づけられた[5]。日本が国際的な組織犯罪の防止に関する国際連合条約に署名し、国連腐敗防止条約への署名も控え、政治資金等の流れの透明化が必要であったことにも関連していると思われる。

また、政党及び政治資金団体以外の政治団体間の寄附の上限（年間5000万円まで）が設けられた（それまでは無制限）。
- 2007年、事務所費問題を受け、資金管理団体による不動産取得の禁止や資金管理団体の収支報告義務の強化を内容とした改正が行われた。2008年、国会議員関係政治団体に関して、全ての領収書の開示や第三者による監査義務付けを柱とした改正法施行（2009年分の収支報告書から適用）。

- 2024年、自民党派閥の裏金事件を受け、議員の罰則強化を主とした改正が行われた。収支報告書に議員本人の「確認書」の添付を義務づけ、確認が不十分だった場合には公民権停止の対象とする。また、パーティー券の代金は銀行口座への振り込みに限定し、パーティー券の購入者の公開基準額も現行の「20万円超」から「5万円超」に引き下げた[6][7]。

## 問題点
政治資金は政治活動を目的とした資金であり、政治家にはこれとは別に給与（歳費）が支払われていて、また政治団体は法人税が非課税など数々の税制優遇を受けている。政治資金の原資は税金（政党交付金など）や税控除（送り手）・非課税（受け手）を受けている寄付金・政治献金などである。
それなのにも関わらず下記のような問題が存在している。
- 政治資金規正法には支出についてほぼ規制は存在しない。このため政治活動と全く関係のない使われ方（私的流用・不正蓄財）も多くなされている。
- 政治家の親族への支出に対しても規制されていない。このため政治資金が親族や親族が関係する団体に支払われマネーロンダリングを経て政治家本人・親族の個人資産となる。
- 政党交付金などの、用途を一部規制されている資金も迂回することにより自由に使うことができる。例えば借金の返済が認められていない政党交付金も自身や親族の政治団体・会社を経てマネーロンダリングすることにより寄付金として借金返済に使われている。
- 政治団体を継承しても相続税・贈与税は一切かからない。このため議員（親）が自身の資産を全て政治団体に寄付することにより二世議員（子）は親の資産を非課税で相続している。
- 政治団体の解散後に政治資金の処分に関する規定はない。このため事実上政治家の個人資産となってしまう。
- 1万円以上の領収書の公開義務は国会議員の政治団体や国会議員関係政治団体のみであり、他の政治団体は5万円以上からが義務である。このため国会議員の親族の政治団体を迂回させた資金還流や首長・地方議員などの政治資金の使途は不明になる。
- 調査研究広報滞在費、立法事務費、政務活動費などは使途を公開報告をすることを義務付けられていない。そのためどのように支出されているか不明になる。
- 自身の販売物を自身の政治団体が購入することが禁止されていない。そのため政治資金で自著などを大量に購入し政治資金を個人資産にすることができる。
- 政治家は自身の政治団体に自身が寄付を行い税制控除を受けることができる。このため自身の収入を自身の政治団体に寄付して課税を逃れることができる。
- 罰則規定の大半が3年で時効となっており非常に短い。加えて収支が公開されるまでの期間を考慮するとより短くなる。
- 企業・団体献金は特定の企業への利益供与にならないよう献金を受け取ることができるのは政党（本部・支部）に限られている。しかしながら政党支部の設立には基本的に規制はないため誰もが企業・団体献金を受け取る事が可能となっている（平成20年度：政党支部届出数、自民党7726、民主党552、公明党440、社民党292）。